# Desaires
Desaires es el título del 20°. álbum de estudio grabado por la cantante española Rocío Dúrcal, Fue lanzado al mercado bajo el sello discográfico BMG U.S. Latin el 16 de noviembre de 1993. El álbum Desaires fue producido y realizado por el cantautor mexicano Joan Sebastian. Con este disco la intérprete regresa nuevamente con mariachi después de 6 años sin lanzar un álbum completo del género ranchero. 
El cantautor mexicano Juan Gabriel quien tenía problemas con su casa disquera, dio motivo a que la intérprete española no pudiese grabar nuevamente sus canciones, sobre todo los temas rancheros con que el mexicano dio a reconocer a la española en la música mexicana, sin esperar en ese entonces a que se solucionasen los problemas con la casa disquera, Rocío Dúrcal decide grabar un álbum ranchero con el cantautor mexicano Joan Sebastian quién además fue el responsable de escribir todos los temas para este trabajo musical. Joan Sebastian que nuevamente la coloca en los primeros lugares de popularidad y aunque no fue muy premiado el disco, recibió varios Discos de oro y Discos de platino por sus amplias ventas y popularidad que se dio en México, Colombia, Venezuela y Estados Unidos lugares donde su público nuevamente estuviesen contento de ver a la cantante retomar a la música ranchera.
Cuatro de los diez temas del álbum fueron lanzados como sencillos, sin duda el más destacado fue "Desaires" que ocupó los primeros lugares en distintas cadenas radiales y listados musicales, dentro de eso la lista Hot Latin Tracks donde logró su mejor posición en el cuarto lugar en la lista musical de la revista estadounidense Billboard.

## Lista de canciones

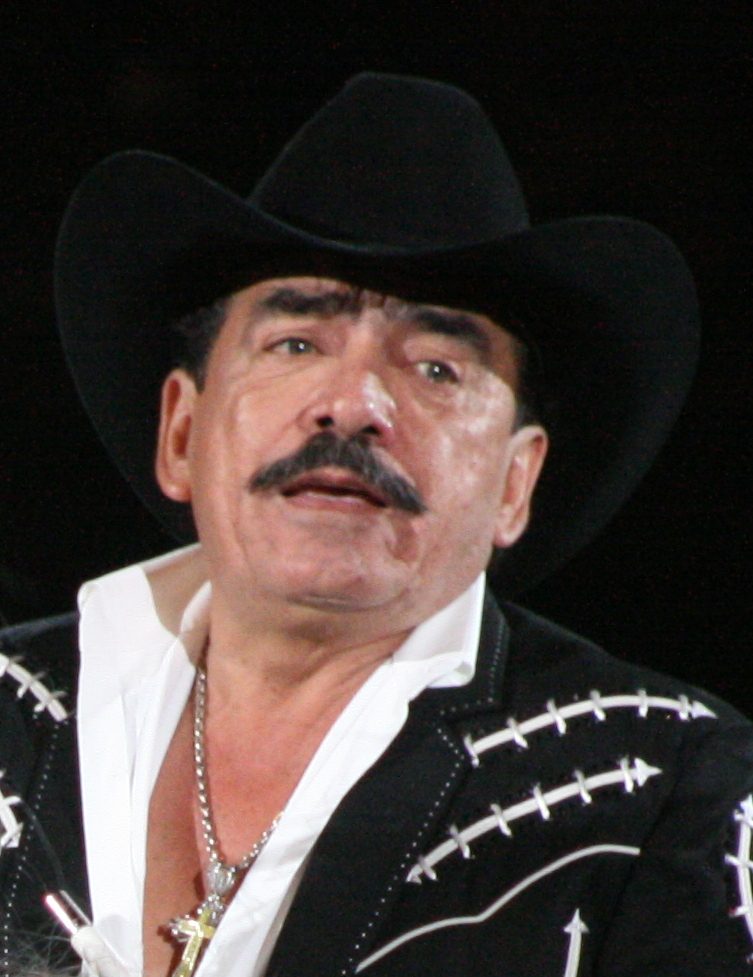
Joan Sebastian Productor y autor de todas las canciones del álbum.

|     | Título           | Autor(es)      | Duración |
| --- | ---------------- | -------------- | -------- |
| 1.  | Desaires         | Joan Sebastian | 2:39     |
| 2.  | Órale            | Joan Sebastian | 2:21     |
| 3.  | Mi credo         | Joan Sebastian | 3:09     |
| 4.  | Sin una lágrima  | Joan Sebastian | 2:51     |
| 5.  | Palomo gris      | Joan Sebastian | 3:33     |
| 6.  | La huerta        | Joan Sebastian | 2:59     |
| 7.  | Domingo de feria | Joan Sebastian | 2:54     |
| 8.  | Más te vale      | Joan Sebastian | 2:13     |
| 9.  | En un hilo       | Joan Sebastian | 3:08     |
| 10. | Que ya no estás  | Joan Sebastian | 3:31     |

## Listas musicales
| Año  | Sencillo   | Lista            | Mejor Posición |
| ---- | ---------- | ---------------- | -------------- |
| 1993 | "Desaires" | Hot Latin Tracks | 4              |
| 1994 | "Mi credo" | Hot Latin Tracks | 14             |

| Año  | País           | Lista                      | Mejor Posición |
| ---- | -------------- | -------------------------- | -------------- |
| 1993 | Estados Unidos | Billboard Top Latin Albums | 43             |

## Certificaciones
| País      | Certificación    |
| --------- | ---------------- |
| México    | Disco de Platino |
| México    | Disco de oro     |
| Venezuela | Disco de oro     |

## Músicos
- Rocío Dúrcal (Voz).
- Joan Sebastian (Letra y Música).
- Rigoberto Alfaro (Guitarra y voces de fondo).
- José Guadalupe Alfaro (Vihuela).
- Bernardino De Santiago (Guitarrón).
- César Gómez (Flauta).
- Javier Carrillo (Armónica, violines).
- Francisco Javier Serrano (Trompeta y corneta).
- Antonio Morales, José Manuel Figueroa (Voz de fondo).
- Mariachi: Águilas De América De Javier Carrillo (Cuerdas, Coros).